# Roland Pöntinen
Roland Peter Pöntinen (nacido en 1963 en Estocolmo, Suecia) es un pianista y compositor sueco.
Es hijo de padre finlandés, natural del distrito ruso de Ingria (cerca de Leningrado), que emigró de la Unión Soviética a Suecia en 1945. Estudió en la Escuela de Música Adolf Fredrik y en la Real Academia Sueca de Música de Estocolmo con Gunnar Hallhagen y después con Menahem Pressler, György Sebok y Elisabeth Leonskaya en la Universidad de Indiana en Bloomington, Indiana, Estados Unidos.
Debutó en 1981 con la Real Orquesta Filarmónica de Estocolmo y desde entonces ha actuado con las principales orquestas de Europa, Estados Unidos, Corea, Sudamérica, Australia y Nueva Zelanda. Ha trabajado con los directores Myung-Whun Chung, Rafael Frühbeck de Burgos, Neeme Järvi, Paavo Järvi, Esa-Pekka Salonen, Jukka-Pekka Saraste, Leif Segerstam, Evgeny Svetlanov, Franz Welser-Möst y David Zinman, entre otros. Ha actuado con la Orquesta Philharmonia, la Orquesta Filarmónica de Los Ángeles y la Orquesta de Cámara Escocesa, así como en los Proms de Londres, donde ha interpretado el Concierto para piano de Grieg y el Concierto para piano de György Ligeti.
El debut discográfico de Pöntinen como solista fue un recital de música rusa para piano en el sello BIS Records en 1984. Desde entonces ha grabado más de 50 discos como solista, acompañante y con orquesta.

## Lista de composiciones seleccionadas
La siguiente lista se basa en la información del sitio web del compositor.
- La chica de Brasil (1981)
- Camera per trombone e pianoforte (1981) también versión para grupo de jazz
- Blue Winter para trombón y cuerdas (1987)

Una interpretación de esta pieza el 3 de febrero de 1998, ofrecida por la Orquesta de Filadelfia en el Carnegie Hall de Nueva York, fue reseñada por Bernard Holland en el New York Times:
- Tango Plus para clarinete, violín, violonchelo y piano (1993)
- Capriccio para dos flautas y cuerdas (1993)
- Sueño de mercurio para clarinete y piano (1994)
- Concierto para piano y vientos (1994)
- Apuntando al océano (1997)
- Paisajes marinos sombríos que brillan (1997)